# Pholidoptera pustulipes
Pholidoptera pustulipes är en insektsart som först beskrevs av Fischer von Waldheim 1846.  Pholidoptera pustulipes ingår i släktet Pholidoptera och familjen vårtbitare. Inga underarter finns listade i Catalogue of Life.